# White Ware
White Ware (lit. "louça branca") ou "Vaisselle Blanche", efetivamente uma forma de gesso calcário usado para fazer vasos, é o primeiro precursor da cerâmica de argila desenvolvida no Levante que apareceu no nono milénio a.C., durante o período pré-cerâmica (acerâmica) neolítico.

## História
White Ware foi comumente encontrada em sítios arqueológicos PPNB na Síria, como Tell Aswad, Tell Abu Hureyra, Bouqras e El Kowm. Fragmentos semelhantes foram escavados em 'Ain Ghazal no norte da Jordânia. A louça pozolânica branca de Tell Ramad e Ras Shamra é considerada uma imitação local desses vasos de calcário. Também era evidente nos primeiros períodos neolíticos de Biblos, Hashbai, Labweh, Tell Jisr e Tell Neba'a Faour no Beqaa Valley, Líbano. Foi notado que este tipo de cerâmica era mais prevalente e datado mais cedo no Beqaa do que em Byblos. Uma forma mista foi encontrada em Biblos, onde a argila foi revestida com uma pasta de calcário, tanto em acabamento liso quanto penteado em concha. As semelhanças entre a White Ware e os períodos de tempo sobrepostos com os métodos posteriores de queima de argila sugeriram que a Dark Faced Burnished Ware (lit. "louça polida com rosto escuro"), a primeira cerâmica real, surgiu como um desenvolvimento deste protótipo de calcário.

## Manufatura
Esta forma quebradiça de proto-cerâmica foi fabricada pulverizando calcário e aquecendo-a a uma temperatura superior a 1000 °C. Isso o reduziu a cal, que poderia ser misturada com cinzas, palha ou cascalho e transformada em um gesso de cal branco ou cinza. O gesso era inicialmente tão macio que poderia ser moldado, antes de endurecer por meio de secagem ao ar em um cimento rígido. O gesso foi formado em vasos por enrolamento para servir a algumas das funções da cerâmica de argila posterior. Os vasos de mercadorias brancas tendiam a ser bastante grandes e ásperos, freqüentemente encontrados nas habitações onde eram feitos, indicando seu uso para armazenamento estacionário de produtos secos. Estilos incluíam uma variedade de cubas retangulares grandes e pesadas, recipientes circulares e tigelas, xícaras e potes menores. Impressões de cestaria no exterior de alguns recipientes sugerem que alguns eram moldados em grandes cestos. É provável que esses vasos maiores fossem usados principalmente para armazenamento de produtos secos. Alguns dos vasos de White Ware encontrados eram decorados com incisões e listras grossas de ocre vermelho. Outros usos desse material incluíam trabalho de gesso de crânios e como revestimento de piso ou parede. Alguns pisos de gesso também foram pintados de vermelho e alguns foram encontrados com desenhos impressos neles.